# Hesiquio de Jerusalén
Hesiquio de Jerusalén. Poco se sabe de la vida de Hesiquio, fuera de que era monje y que hacia el año 412 era tenido en gran estima como sacerdote y predicador de la iglesia de Jerusalén, según Teófanes el Confesor (Chronographia, ed. de Boor, I 83). Cirilo de Scitópolis, que le alaba como "maestro de la Iglesia," como "teólogo" y "luminaria famosísima", refiere que el año 428-429 acompañó al patriarca Juvenal de Jerusalén a la consagración de la Iglesia del Monasterio de Eutimio (Vita S. Euthymii: PG 114, 629). Murió probablemente después del año 450. La Iglesia griega lo venera como santo y como intérprete muy bien dotado de la Sagrada Escritura; su fiesta se celebra el 28 de marzo.

## Obra
Sus obras principales (CPG 6550-6596) son (la autenticidad de algunas no está aclarada):
Tratados exegéticos (algunos fragmentarios)
- In Leviticum Libri septem.
- Στιχηρὸν (o Κεφάλαια) τῶν ιβ᾽ προφητῶν καὶ Ἠσαΐου, Sticheron o Capita in duodecim Prophetas Minores et Esaiam.  * In Canticum Habacuc et Jonae. * Commentarius in Psalmos (excepto los comentarios a los Salmos 77-99, casi completamente inédito)  * Commentarius in Epistolam ad Hebraeos et in Ezekielem * Hypotheses in Libros Sacros ; Homilías[1] * Homiliae de Sancta Maria Deipara  * Τὸ εἰς τὸν ἅγιον Ἀνδρέαν ἐγκώμιον, Oratio demonstrativa in S. Andream Apostolum * De Resurrectione Domini Nostri Christi  * Εἰς Ἰάκωβον τὸν Ἀδελφὸν τοῦ Κυρίου καὶ Δαυὶδ τὸν Θεοπάτορα, Sermo in S. Jacobum Fratrem Domini, et in Davidem (sólo un fragmento).  * Μαρτύριον τοῦ ἁγίου καὶ ἐνδόξου Μάρτυρος τοῦ Χριστοῦ Λογγίνου τοῦ Ἑκατοντάρχου, Acta S. Longini Centurionis.  * In Christi Nativitatem. ; Otras obras * Ἀντιρρητικά o Εὐκτικά.  * De Hora Tertia et Sexta, quibus Dominus fuisse crucifixus dicitur, or Qua Hora crucifixus est Dominus? * Ἠ Εὐαγγελικὴ Συμφωνία, Consonantia Evangélica.  * Συναγωγὴ ἀποριῶν καὶ ἐπιλύσεων ἐκλεγεῖσα ἐν ἐπιτομῇ ἐκ τῆς Εὐαγγελικῆς Συμφωνίας, Collectio Difficultatum et Solutionum, excerpta per compendium ex Exangelica Consonantia.
- Ecclesiastica Historia